# 圣伯多禄堂 (维埃纳)
圣伯多禄堂 (Saint-Pierre-le-Bas) 是法国伊泽尔省维埃纳的一座罗马天主教宗座圣殿，是法国现存最古老的教堂之一。1862年该堂列为法国历史古迹。

## 历史
圣伯多禄堂建于5世纪下半叶，位于罗马城墙内的一个墓地，是一个葬礼教堂，供奉圣伯多禄和圣保禄。维埃纳大部分主教都埋葬于此。

## 圣伯多禄修道院
在6世纪，一群修士聚居于此。在中世纪，这是维埃纳最有影响的修道院。该堂拥有不少圣物，其中包括最后晚餐时的水盘。法国宗教战争削弱了修道院。1809年该建筑改为博物馆。